# Довгопол, Александр Иванович
Алекса́ндр Ива́нович Довгопо́л (род. 12 ноября 1965, Барахты, Киевская область) — российский политический и муниципальный деятель, юрист и предприниматель, с 6 июня 2013 года по март 2017 года глава управы района Перово города Москвы. Ветеран Афганской войны.

## Биография
Родился 12 ноября 1965 года в селе Барахты Киевской области.
В Московском Экстерном гуманитарном университете получил специальность юрист. Также получил высшее профессиональное образование в Московском институте национальных и региональных отношений. В 2008 году Александр Иванович был назначен руководителем муниципального образования внутригородского муниципального образования Перово в городе Москве. В 2012 году в связи с переизбранием в депутаты муниципального Собрания внутригородского муниципального образования Перово в города Москве, он был переназначен руководителем муниципального образования внутригородского муниципального образования Перово в городе Москве. 6 июня 2013 года был назначен на должность главы управы района Перово города Москвы. Покинул должность в марте 2017 года в связи с нарушением закона.
Принимал участие в Афганской войне. Провёл в Афганистане 18 месяцев, после трёх ранений получил звание  старшины.

### Кража имущества
В начале 2016 года у Александра Довгопола была ограблена дача на сумму в один миллион рублей и микроволновая печь стоимостью в 30 тысяч рублей. Все подозрения на кражу Довгопол направил на свою дочь - Алесю Довгопол. Александр Иванович пригрозил посадить свою дочь в тюрьму за то, что та ограбила у него подмосковную дачу. После прилёта в Москву, дочь пыталась выяснить у отца что произошло. Довгопол отвечал, что у него есть доказательства на видеозаписи и он её посадит. В итоге, дочь написала петицию на своего отца с просьбой наказать его.

### Задержание
1 марта 2017 года задержан на 48 часов по подозрению в мошенничестве в особо крупном размере По некоторым данным, в конце 2016 года Александр Довгопол  заключил договор об оказании информационных услуг, который не был выполнен им. Помимо этого, он подписал акты приёма-сдачи работ, деньги из бюджета которых были перечислены на счёт фирмы. В среду 1 марта Довгопол получил взятку в размере 1 миллиона рублей и был задержан ФСБ на двое суток.
В 2018 году был приговорён к 2.5 годам колонии общего режима по части 4 статьи 159 УК РФ ("Мошенничество").

### Образование
- Московский Экстерный гуманитарный университет
- Московский институт национальных и региональных отношений

### Скандалы с жителями Перово
18 мая 2016 года на встрече главы управы с жителями района Довгопол в ответ на вопрос о строительстве в московском районе Перово хорды вблизи жилых домов, об уничтожении деревьев, о шуме и грязи предложил жителям района уехать за город и продавать свои квартиры. Цитата:

 Я всегда говорю, кто хочет жить в зелени чтоб соловьи пели, дятлы стучали... Пожалуйста за город, кто кому мешает? Вы можете спокойно продать квартиру в Перово и уехать купить дом где-нибудь в Рязанской области, Тверской и даже Московской области. будете там слушать пение птиц, зимой наслаждаться снежными полянами, никто же не запрещает, свобода передвижения.
В ответ на это жители района Перово написали жалобное письмо мэру Москвы Сергею Собянину со следующими словами:

 Уважаемый Сергей Семёнович!
Ваш подчинённый А.И.Довгопол проявил чудовищное неуважение не только к нам, москвичам — но также к нашим отцам и дедам, защищавшим Москву зимой 1941-1942 г.г. и погибшим в рядах московского ополчения.
Чиновник, не уважающий право людей жить в родном городе, защищать его от произвола застройщиков, беречь от уничтожения уникальный лесопарковый комплекс вокруг усадьбы "Кусково", не имеет права занимать руководящий пост в нашем городе.

Мы требуем провести расследование деятельности А.И.Довгопола и уволить его с должности руководителя управы района "Перово" г. Москвы, запретив впредь занимать какие-либо должности в аппарате управления нашим городом.